# Keith Mwila
Keith Mwila (ur. w listopadzie 1966, zm. 9 stycznia 1993 w Lusace) – zambijski bokser, brązowy medalista igrzysk olimpijskich w Los Angeles w 1984 roku w wadze papierowej (do 48 kg).
W turnieju olimpijskim w pierwszej rundzie miał wolny los. W drugiej rundzie pokonał reprezentanta Chińskiego Tajpej Chung Pao Ming (RSC 2), a w ćwierćfinale pokonał Japończyka Mamoru Kuroiwę w stosunku 5-0. W walce półfinałowej uległ późniejszemu srebrnemu medaliście, Włochowi Salvatore Todisco. Pojedynek zakończył się wynikiem 5-0.